# Lanuéjols (Lozère)
Lanuéjols is een gemeente in het Franse departement Lozère (regio Occitanie) en telt 208 inwoners (1999). De plaats maakt deel uit van het arrondissement Mende.

## Geografie
De oppervlakte van Lanuéjols bedraagt 31,5 km², de bevolkingsdichtheid is 6,6 inwoners per km².
De onderstaande kaart toont de ligging van Lanuéjols (Lozère) met de belangrijkste infrastructuur en aangrenzende gemeenten.

## Demografie
Onderstaande figuur toont het verloop van het inwonertal (bron: INSEE-tellingen).